# 我們不提布魯諾
〈我們不提布魯諾〉（英語："We Don't Talk About Bruno"）是迪士尼2021年動畫長片《魔法滿屋》的歌曲，由林-曼努爾·米蘭達創作詞曲，於2021年11月19日由華特迪士尼唱片收錄於專輯《魔法滿屋：電影原聲帶》，而這首合唱歌曲由配音演員卡蘿萊娜·蓋坦、毛里西奧·卡斯蒂略、愛達莎、蘭斯·菲利斯、黛安·格雷羅和史蒂芬妮·碧翠絲演唱。
〈我們不提布魯諾〉講述米拉貝兒·馬瑞格被排斥的舅舅布魯諾的八卦和傳聞，他的預知天賦都與不幸扯上關係，這讓他與其他馬瑞格成員漸行漸遠，所以歌曲呈現出家人向米拉貝兒解釋為什麼不能提起布魯諾。這首歌影射布魯諾十分邪惡，這也是電影劇情的核心，並通過主角對反派的看法，進一步擺脫傳統迪士尼反派歌曲的敘事風格。〈我們不提布魯諾〉將瓜希拉等拉丁樂揉合流行、嘻哈、舞曲和百老匯元素，更加入複音音樂高潮。
樂評大讚米蘭達的手藝，及給予歌曲的神秘元素和朗朗上口的節奏好評。〈我們不提布魯諾〉取得爆紅式的商業成功，登上澳洲、加拿大、香港、愛爾蘭和美國榜單前十，它是第一首在英國單曲排行榜獲得冠軍的原創迪士尼歌曲。也是繼1995年，在美國《告示牌》百强单曲榜最高排名的迪士尼歌曲。

## 背景與發行

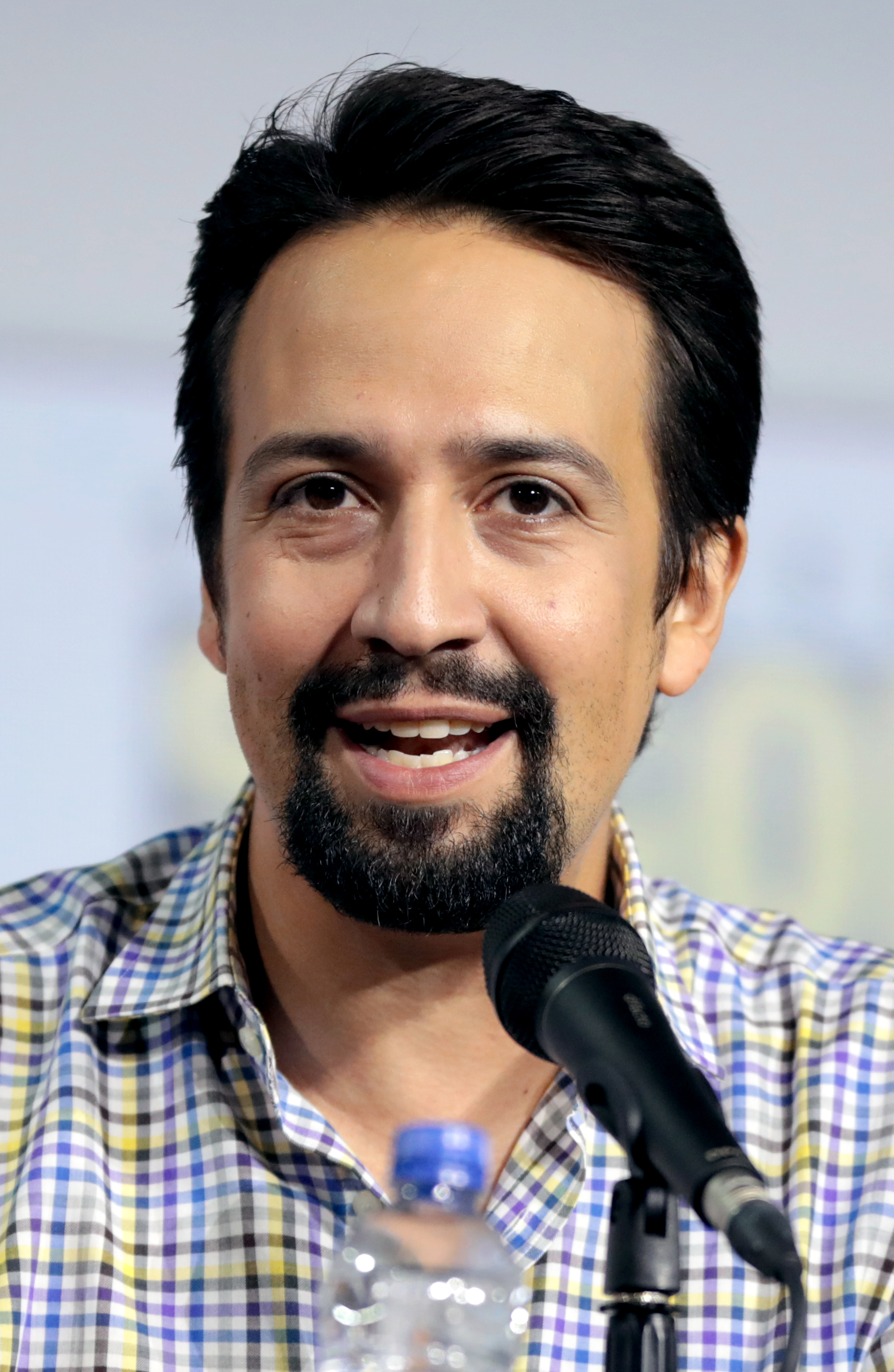
美國演員、劇作家及音樂人林-曼努爾·米蘭達創作〈我們不提布魯諾〉等《魔法滿屋》原創歌曲

〈我們不提布魯諾〉是2021年美國電腦動畫歌舞奇幻喜劇片《魔法滿屋》（為華特迪士尼動畫工作室第60部電影）的歌曲，是電影原聲帶第三首歌曲，並以46種語言演唱。這首歌和原聲帶其他七首歌曲是由美國創作歌手林-曼努爾·米蘭達創作詞曲，他之前也有參與2016年迪士尼動畫電影《海洋奇緣》。歌曲由以下負責配音這部電影的演員演唱（以出場順序）：哥倫比亞歌手卡蘿萊娜·蓋坦（配音佩芭）、哥倫比亞音樂人毛里西奧·卡斯蒂略（配音菲利）、美國創作歌手愛達莎（配音朵樂）、美國演員蘭斯·菲利斯（配音卡米羅）、黛安·格雷羅（配音伊莎貝拉）和史蒂芬妮·碧翠絲（配音米拉貝兒）。

## 創作
米蘭達將〈我們不提布魯諾〉定義為合唱歌曲，因為他想創作能代表每個家庭成員的音樂主題，尤其是「那些不需要有獨唱的人」。他表示曾參考《小夜曲》的〈乡村周末〉（"A Weekend in the Country"）和《吉屋出租》的〈聖誕鐘聲〉（"Christmas Bells"），並稱因為有些事情家人不會在彼此面前討論，因此〈我們不提布魯諾〉為「八卦」戲碼。第一段正歌是米拉貝兒的阿姨佩芭和姨夫菲利（原型為米蘭達父親路易斯·米蘭達）講述故事，米蘭達因此表示「每個人都以完全不同的節奏和終止來演唱相同的和弦進程」。布魯諾原本在電影早起概念叫奧斯卡，但米蘭達最後選擇布魯諾這個名字，好讓歌詞「Bruno, no, no, no」融入歌曲中。〈我們不提布魯諾〉是首拉丁流行歌曲，並融入瓜希拉、古巴民謠、嘻哈和舞曲等音樂風格。

## 詞曲
這首歌詳細介紹了《魔法滿屋》角色布魯諾·馬瑞格的支線劇情，他是艾瑪和佩德羅·馬瑞格的兒子，佩芭和胡莉葉塔是他的姐妹。魔法事件發生後，馬瑞格一家都獲得了超能力，而他獲得預知未來的能力，但這項「天賦」並非對所有人有幫助，家人和村民十多年都躲著「令人尷尬」的布魯諾。〈我們不提布魯諾〉解釋了布魯諾在佩芭婚禮當天開玩笑地預測會下雨和打雷，因而產生不和，而佩芭的能力是用情緒控制天氣，但她脾氣不是很好，而布魯諾的笑話讓她產生颱風。
之後，米拉貝兒並沒有獲得天賦，艾瑪叫布魯諾找出原因，他得出米拉貝兒站在破裂房子或魔法屋當中的未來。雖然這能朝好的方向看，也可以改變，但布魯諾憑藉自身「敏銳的直覺和靈視」害怕馬瑞格一家得知此事會與米拉貝兒為敵。布魯諾最終離開馬瑞格一家，並躲在家的牆壁後面過著流放的生活。布魯諾雖被忽視，但其實他對家人的關心很深，就像為了保護米拉貝兒，自願放逐自己，並偷偷修復家裡牆壁的裂縫。
《魔法滿屋》首支歌曲〈馬瑞格家族〉（"The Family Madrigal"）中米拉貝兒曾講過布魯諾多年前就消失。米拉貝兒除外的家人都獲得天賦後，他們的魔法屋開始產生裂縫，於是米拉貝兒冒險尋找布魯諾，希望能找出他的預言來解釋自己沒有天賦的原因。一家人從不知道布魯諾從未離開過家。布魯諾最終歸來時，他的姐妹很高興看到他，母親也親吻他，他還解釋自己只是在取笑佩芭。

## 樂評
樂評人稱讚揉合音樂流派的歌曲創作及歌詞的神秘元素。《連衫褲》的傑米·肯尼（Jamie Kenney）稱〈我們不提布魯諾〉是《魔法滿屋》的佼佼者，而且「最重要的是，自從我和孩子在放假時看完電影後，它就已經令人愉快地鑽進我們的腦中，並免費住下來」。《/電影》的卡羅琳·曹（Caroline Cao）將這首歌評為《魔法滿屋》中最好的歌曲，稱其幽默又十分微妙，接著表示：「〈我們不提布魯諾〉從愛達莎飾演表姐朵樂的快速耳語，再到蘭斯·菲利斯飾演想像力豐富的表哥卡米羅享受講故事的形式，都與馬瑞格一家充滿活力的性格相得益彰」，因此認為這是首「完美的合唱作品，豐滿了每個角色，闡明了故事的首要主題，呈現出對《魔法滿屋》世界無與倫比的洞察力」。《Screen Rant》的克里斯汀·布朗（Kristen Brown）也稱〈我們不提布魯諾〉是電影最棒的歌曲。《綜藝》的克萊頓·戴維斯（Clayton Davis）質疑這首歌為什麼沒有參選奧斯卡金像獎最佳原創歌曲，推測迪士尼可能沒有預計這首歌帶來的正面反響，而奧斯卡的歌曲參選截止日期為11月1日。迪士尼反而遞交〈兩隻小毛蟲〉（"Dos Oruguitas"）作為《魔法滿屋》的參賽曲目，而戴維斯表示這對獎項策略師來說可能是個「更安全的做法」，因為觀眾在這首歌身上找到共鳴。《Slate》的克里斯·懷特（Chris White）認為歌曲爆紅是因為自身的拉丁樂節奏、受到百老匯的影響、「朗朗上口且緊湊」的旋律、獨特的主歌、充滿戲劇性的高潮和歌詞的神秘元素。

## 分析
麥克風的伊恩·熊本（Ian Kumamoto）稱布魯諾的情況「令人痛心地」喚起了有色人種家庭是如何對待精神疾病，分析他被自己的家人拒絕「不僅不公平，更是災難性的」，只因這個角色患有邊緣性精神疾病或神經多樣性。熊本表示〈我們不提布魯諾〉的重要性所在是「當你仔細聽這首歌時，（你會了解）家人們其實其實沒有抱怨布魯諾做錯了什麼，而是單純不知道拿他怎麼辦」。《沙龍先驅報》的邦妮·簡·費爾德坎普（Bonnie Jean Feldkamp）也認為布魯諾可能患有精神疾病，「尤其（他呈現出）『敲-敲-敲木頭』的抽搐」。
這首歌可以了解家人記憶中的布魯諾，從他的預言到他的奇怪特徵，再被描述成他「七尺高」。肯尼總結布魯諾身為先知的命運：「你告訴他們想聽的東西時，這很好，但如果是壞消息？嗯……把帶信人妖魔化總比接受事實要容易得多」。曹也持有相同的看法，表示「真正的反派是家人的不安全感、他們的羞愧和無法說出他們自身的麻煩。馬瑞格一家在否認這些事實的過程中，將只想幫助別人的親人拒之門外」。
電影在歌曲播放時有幾幕能看到布魯諾在背景四處奔跑，大多在房子的陽台上。《Screen Rant》的安德烈亞斯·克里索斯托穆（George Chrysostomou）認為這正正反映了布魯諾的所在位置，「雖然添加到曲目中看起來蠻像是電影效果，但這實際暗示布魯諾從未真正離開過，而是躲在家裏」。同一網站的比爾·布拉德利（Bill Bradley）後來評論說由於布魯諾眼睛會發光，但只有在預言時才會發生，所以很有可能是會變形的卡米洛。有順風耳的朵樂在電影結尾透露，她由始至終都在房子裏聽到布魯諾的聲音。她之前曾多次提過，尤其在〈我們不提布魯諾〉之中，並唱出像「It's like I hear him now」（大意：现在就像我听到他一样）和「I can hear him now」（大意：我現在可以聽到他）的歌詞。

## 商業表現

### 美國
受限於疫情，《魔法滿屋》初期表現不佳，但自登陸Disney+以來，電影和歌曲爆紅並取得巨大成功。上線首周，〈我們不提布魯諾〉在美國Spotify奪冠，其音樂和歌詞錄影帶分別擁有3千萬和1千萬的觀看次數。影片從2021年12月28日發行以來到2022年1月7日都是熱門音樂錄影帶。歌曲在视频共享應用程序抖音流行起來。
這首歌於2022年1月8日以1240萬串流量空降美國《告示牌》百大單曲榜第50位，是當周排名最高的空降歌曲，其他《魔法滿屋》歌曲也進入榜單第54位。隔週，歌曲以2520萬串流量升到第5名，讓演唱的6位歌手都首次進入榜單前10。林-曼努爾·米蘭達也首次以詞曲作家的身分進入前10位，他過去曾於2017年10月創作並與波多黎各明星合唱的慈善歌曲〈幾乎像祈禱〉排進第20位。歌曲在下週升到第4位，超過《冰雪奇緣》的（排名第5名）成為繼1995年電影《風中奇緣》的（排名第4名）最高排名的迪士尼歌曲。〈我們不提布魯諾〉蟬聯美國告示牌百大單曲榜冠軍五週，為迪士尼歌曲之冠，超越了《阿拉丁》的〈新的世界〉直到2022年3月7日那週，被易碎動物的Heat Waves超越。

### 歐洲
這首歌在多個歐洲國家上榜。歌曲在英國單曲排行榜第二週從66名飛升至第4，並在第四週奪冠。這是第一首原創迪士尼歌曲達成此成就，也是繼2002年葛瑞·蓋斯在《星際寶貝：電影原聲帶》翻唱的〈猜疑的心〉之後第一首迪士尼歌曲在榜單奪冠。《We Don't Talk About Bruno》也成為英國2022年在位時間最長的單曲冠軍（截至2022年3月）。這首歌的法語版本《Ne parlons pas de Bruno》在法國排行榜上排名第166位。

## 榜單成績
| 排行榜（2022年）                            | 最高 排名 |
| ------------------------------------------- | --------- |
| 澳大利亞（澳大利亞唱片業協會單曲榜）        | 10        |
| 奥地利（Ö3四十强单曲榜）                    | 75        |
| 比利时佛兰德（Ultratop單曲榜）              | 49        |
| 加拿大（加拿大百强单曲榜）                  | 5         |
| 全球（《公告牌》全球二百强单曲榜）          | 2         |
| 法國（法國唱片出版業公會單曲榜） 法語版（"Ne parlons pas de Bruno"） | 117       |
| 德國（德國官方單曲榜）                      | 84        |
| 希臘（國際唱片業協會希臘分會國際單曲榜）    | 63        |
| 香港（新城電台勁爆外語榜）                  | 9         |
| 愛爾蘭（愛爾蘭唱片音樂協會单曲榜）          | 2         |
| 冰島（Tonlist）                             | 4         |
| 立陶宛（AGATA）                             | 91        |
| 荷兰（百强单曲榜）                          | 53        |
| 紐西蘭（新西兰官方音乐榜）                  | 8         |
| 祕魯（祕魯唱片業協會）                      | 1104      |
| 葡萄牙（葡萄牙唱片業協會单曲榜）            | 91        |
| 新加坡（新加坡唱片業協會）                  | 18        |
| 南非（南非唱片工业协会單曲榜）              | 58        |
| 西班牙（西班牙音樂製作協會）                | 46        |
| 瑞典（瑞典最熱榜）                          | 54        |
| 瑞士（瑞士热门音乐榜）                      | 73        |
| 英國（官方榜单公司單曲榜）                  | 1         |
| 美國（《告示牌》百强单曲榜）                | 1         |

| 排行榜（2022年）               | 排名 |
| ------------------------------ | ---- |
| 澳大利亚（澳大利亚唱片业协会） | 38   |
| 比利时佛兰德（Ultratop單曲榜） | 197  |
| 加拿大（Canadian Hot 100）     | 31   |
| 全球（Billboard Global 200）   | 42   |
| 新西兰（新西兰官方音乐榜）     | 44   |
| 英國（官方榜單公司單曲榜）     | 11   |
| 美國（Billboard Hot 100）      | 24   |